# 鶴光のDJ天国
『鶴光のDJ天国』（つるこのディージェイてんごく）は、大阪の朝日放送ラジオで放送されていたラジオ番組である。
2006年10月 - 2009年3月までは週1回レギュラー放送していたが、その後は月に1回程度の不定期放送として放送していたものの、現在は事実上終了している。

## 概要
パーソナリティーの笑福亭鶴光は、ニッポン放送『オールナイトニッポン』を約11年、『鶴光の噂のゴールデンアワー』を16年担当し、『オールナイトニッポン』では全国の若者から絶大な支持を得た。朝日放送ラジオでは『ポップ対歌謡曲』の解答者として出演して以来のレギュラー出演番組となった。リスナー層を主としてオールナイトニッポン世代だった30 - 50代を中心に当て、当時のエピソードを交えつつ、リスナーからの投書にも答えていくものだった。

## 放送時間
2006年10月-2007年3月は、毎週火曜日21:00-21:30に放送されていた。ABCラジオでは、2006年度ナイターオフ・月曜日から土曜日の21:00-21:30の時間帯を「ABCプレミアムボックス」と称していた。
2007年4月-6月は、土曜日の21:00-21:30に時間帯を移動して放送された。但し土曜日に阪神戦ナイターがあり21時以後も試合が続いていた場合、番組は休止となった。
2007年7月には、土曜日の21:30-22:00へと再び放送時間が変更となった。これは、「ABCフレッシュアップベースボール」で7月以後ほとんどの阪神の試合がナイターで行われ、延長になった場合の対応（21時スタートの時も数回休止したケースあり）に備えたことと、「Earth Dreaming～ガラスの地球を救え!」（日曜23:30→土曜21:00　野球延長時休止予定）と「福田沙紀と柳田理科雄のラジオ空想科学研究所」（土曜21:30→日曜23:30）の枠入れ替えのためである。
2008年4月からは、毎週土曜24：30-25：00へと放送時間が変更になっている。
2009年3月をもってレギュラー放送は終了、4月からは月1回程度の特番形式で放送されていた。

## 出演者
- 笑福亭鶴光
- 喜多ゆかり（朝日放送アナウンサー）

## コーナー紹介
- 今夜もびんびん！ ラジオ大喜利

テーマに沿ったネタを投稿してもらい大喜利で盛り上がるコーナー。
ネタは喜多ゆかりが独断でまつたけ・しめじ・らっきょのいずれかで判定し、次の物がプレゼントされる。
まつたけ：現金5千円、しめじ：現金3千円、らっきょ：番組特製コースター
なお、番組特製コースターは全く送られない。
- 鶴光のLife is Carnival

ラジオの黄金時代を駆け抜けてきた笑福亭鶴光が、懐かしのヒットナンバーにのせて思い出の数々を振り返るコーナー。
（このコーナーは、2008年12月で終了。）
- 夜の連続ラジオドラマ「ちんぽてちん」